# Тито Карнавиан
Мухаммад Тито Карнавиан (англ. Tito Karnavian; род. 26 октября 1964, Палембанг, Южная Суматра) —  индонезийский политик, государственный деятель, министр внутренних дел Индонезии с 2019 года в Кабинете «Индонезия, вперёд», генерал полиции Индонезии.
Окончил Индонезийскую военную академию. Продолжил учёбу в Эксетерском университете в Англии.
В 2012—2014 годах руководил региональной полицией Папуа, в 2015—2016 годах — Джакарты. С 2016 по 2019 год занимал пост руководителя Национальной полиции Индонезии. В 2016 году возглавлял Национальное антитеррористическое агентство.
Удостоен ряда индонезийских и иностранных наград, в том числе юбилейной медали МВД России «100 лет международному полицейскому сотрудничеству».